# Renzo Mongiardino

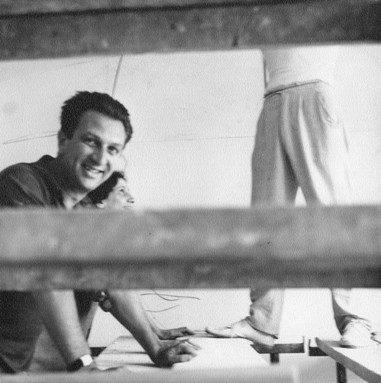
Renzo Mongiardino avec Lila De Nobili

Renzo Mongiardino, né Lorenzo Mongiardino, le 12 mai 1916 à Gênes et mort le 16 janvier 1998 à Milan, est un architecte d'intérieur et décorateur italien. Il a assis sa renommée internationale par la création d’espaces spectaculaires dans les demeures prestigieuses des grandes capitales.
Mongiardino a décoré plusieurs propriétés appartenant à des membres de l’aristocratie. Sa notoriété a influencé des mouvements artistiques et de nombreux décorateurs contemporains. De plus, il avait un intérêt pour la conception de décors dans le domaine des Arts, qui l'a amené à travailler avec de grands artistes, comme Lila de Nobili.

## Biographie

### Scolarité
En 1936, Renzo Mongiardino va à Milan pour étudier l'architecture et est diplômé de la Polytechnique de Milan, en 1942. À partir de 1944, il rédige des articles et collabore avec le magazine Domus. C'est aussi à cette époque qu'il commence sa carrière en créant des décors pour des résidences et pour le théâtre.

### Vie professionnelle
Au début des années 1950, il accomplit ses premières œuvres d’architecte d’intérieur dans de grandes maisons prestigieuses. L’une d’elles, étant une villa située proche de Florence, appartenait à l'un de ses bons amis, Gianni Garani. C’était un docteur qui collectionnait passionnément les objets d’antiquité, en plein dans les cordes de Mongiardino.
Durant la décennie 1960, il décore la propriété historique de la comtesse Cristiana Brandolini d’Adda, située dans la région de la Vénétie, qu’elle nomme aujourd’hui « La Dolce Vita ». Elle fut l'une des premières clientes importantes du designer. La propriété a été décorée avec de la tapisserie ressemblant à un boisé de fleurs, avec des pilastres, des peintures à fresque et des pierres peintes, le tout inspiré des gravures de Giovanni Battista Piranesi. De surcroît, il commence à faire des décors de films pour Franco Zeffirelli. C’est d’ailleurs en travaillant avec lui qu’il développe son ingéniosité et sa créativité, en jouant radicalement avec les proportions des éléments autour de lui. Son succès le mène à réaliser des décors pour les opéras de Gian Carlo Menotti. Zefirelli et Menotti sont devenus non seulement des clients importants pour Mongiardino, mais aussi de bons amis. En 1968, c’est avec le film Roméo & Juliet de Zeffirelli que Renzo Mongiardino reçoit une vague de popularité. À la fin des années 60, il décore la maison de campagne de Lee Radziwill, inspiré des motifs que l'on retrouvait dans l’Empire ottoman et durant la période du Raj britannique. Un mur de la salle à manger a été couvert de cuir de Cordoue et les murs du salon ont été ornés de tissus à motifs et de cadres en or, faits à partir de plastique.
Selon Renzo Mongiardino, une de ses œuvres les plus difficiles a été le manoir de l’architecte Louis Le Vau, sur l’Île Saint-Louis à Paris. Ce manoir fait partie de l’Hôtel Lambert, dont les propriétaires étaient le baron Guy de Rothschild et la baronne Marie-Hélène de Rothschild. Pour ce décor, il a jumelé son style avec la collection d’émail de Limoges et celle de céramique italienne et française du 16e siècle des Rothschild.
Vers la fin des années 1970, il fait l’appartement de Paola Zanussi, à Milan, dans un immeuble datant du 18e siècle, situé proche du Quadrilatero d’Oro. Cet immeuble n’était pas comme les autres propriétés historiques sur lesquelles Mongiardino avait l’habitude de travailler. Il a ainsi fabriqué de nouvelles pièces, des colonnes et des arcs, toujours en y ajoutant de la tapisserie florale, du faux marbre et des assises en velours. Il en a créé un labyrinthe pour ainsi transformer l’immeuble en un projet digne de son nom.
Sa clientèle est internationale et inclut : le baron Hans Heinrich von Thyssen Bornemisza, Aristote Onassis, Gianni Agnelli et Marella Agnelli, Lee Radziwill et Stanisław Albrecht Radziwiłł, Gianni Versace, Edmond Safra et Lily Safra, la princesse Firyal de Jordanie, Valentino Garavani, Marlene et Spencer Hays, les familles Rothschild et Hearst.
Au début des années 1990, il a comme mandat de designer une villa palladienne, avec l'aide de la firme italienne Studio Peregalli. Située en Suisse, cette villa se loge à travers une colline boisée, donnant sur le Lac de Lugano entre la frontière suisse et italienne. Mongiardino tenait à intégrer le vocabulaire architectural du 16e siècle par Vincenzo Scamozzi pour concevoir ce bâtiment.
En 1993, Rizzoli publie Roomscapes, une monographie sur Mongiardino dans laquelle il révèle ses standards. Trois ans plus tard, Montgiardino est choisi pour désigner la restauration de l'opéra La Fenice. Et puis, il meurt le 16 janvier 1998 d'une pneumonie et la fin du projet est déléguée à Giannantonio Selva.

### Vie personnelle
Renzo Mongiardino a grandi dans une famille aisée, son père était le propriétaire d’une compagnie de transport maritime à Gênes. Il a habité dans de grandes maisons et a eu plusieurs opportunités pour découvrir son style avec le temps. C’est à l’âge de 12 ans, qu’une première révélation sur l’importance du design d’intérieur le toucha. À la suite d'un déménagement dans une maison imposante, sa mère su transformer le grand salon vide et caverneux avec de la soie et du brocart.
À l’âge de 19 ans, Mongiardino est devenu père d’une fillette avec une femme de ménage dans la trentaine. Sa propre mère a envoyé la dame enceinte vivre à Milan. Il a reconnecté plus tard avec sa fille. Renzo Mongiardino s'est découvert sexuellement lorsque sa mère est morte. Il s'est ouvert à une relation avec un jeune Russe, qu'il entretenu pendant une certaine période de sa vie.
Le designer d'intérieur possédait une maison à Milan et un studio loué. Au quotidien, il prenait sa pause du midi dans le même restaurant, puis le soir venu, il aimait bien regarder la télévision, lire sur l'histoire ou du Marcel Proust. À la mort de Mongiardino, le contenu de son appartement a été vendu aux enchères par sa fille.

### Style et techniques de trompe-l'oeil
La technique de l’imitation des matériaux remonte à l’Antiquité. Les traits de peinture minutieux peuvent notamment donner l’impression du bois, du marbre ou du verre vraisemblable, se rapprochant ainsi des matériaux industriels. Méthode commune pour suivre les tendances architecturales, la simulation des matières est choisie pour des raisons de coûts et est également appréciée pour sa possibilité de réimaginer les détails des matériaux, ainsi que son imitation de ceux plus rares ou précieux. Ces « effets muraux factices » est une habileté qui a grandement contribué à la renommée de Mongiardino, lors de ses projets dans le monde des Arts.
Au XVe siècle, un intérêt pour la perspective naît de la simulation des divers matériaux. Les profondeurs des salles et la hauteur des plafonds peints brouillent la compréhension de son observateur. L’usage de palettes monochromes a pour effet de mélanger les reliefs deux et trois dimensions. Le designer d'intérieur italien s’aidait de murs en stuc et de véritables colonnes qu’il complètait en peinture afin de peaufiner son illusion. De plus, de son point de vue de sénographe, c'est en jouant avec les dimensions d’un espace ou d’un objet qu'il parvenait à obtenir un effet dramatique. Pour exploiter son style théâtral ou donner une impression de grandeur à ses travaux, il pouvait agrandir ou rétrécir certains éléments tels qu’une cheminée, une arche ou des meubles.
Par ailleurs, la combinaison de peinture et de jeux d'ombres permettait à Renzo Mongiardino d'incarner le contre-plaqué de plusieurs façons, en l’interprétant comme du carrelage marocain, de l’intarsia de la renaissance et des tapis turcs. En outre, le carton pressé, peint et doré pouvait reproduire du cuir cordovan. De même, la majorité des éléments sculpturaux de l’intérieur, comme les corniches, les chapiteaux, les cheminées, s’avéraient être des plastiques moulés.
Et puis, Mongiardino s’inspirait de l’expérience ressentie par autrui en dehors de l’espace pour décorer les murs de l’intérieur. Il tient à reproduire le sentiment de liberté que l’extérieur produit chez l’individu en récréant des passages ou aires de repos sur les murs des habitations.

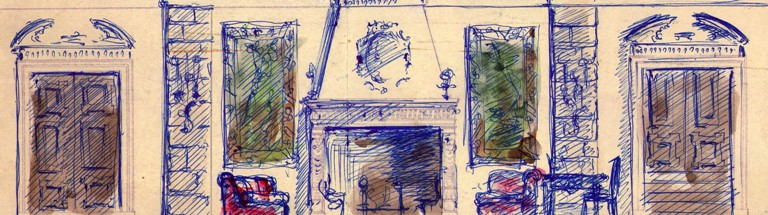
Projet de Renzo Mongiardino pour un salon.

## Décors pour le cinéma
- La Mégère apprivoisée (1967), de Franco Zeffirelli - Nomination pour l'Oscar de la meilleure direction artistique
- Roméo et Juliette (1968), de Franco Zeffirelli
- François et le Chemin du soleil (1972), de Franco Zeffirelli - Nomination pour l'Oscar de la meilleure direction artistique[7]
- Au-delà du bien et du mal (1977), de Liliana Cavani[8]

## Décors pour l'opéra
- Don Pasquale, (1958), mise en scène Franco Zeffirelli, Teatro Carlo-Felice de Gênes
- Les Deux Gentilshommes de Vérone, (1960), mise en scène Peter Hall, Royal Shakespeare Theatre, Stratford-upon-Avon
- Ruy Blas, (1960) mis en scène Raymond Rouleau, Paris, Comédie Francaise
- L'occasione fa il ladro (1962), mise en scène Beppe Menegatti, Théâtre Piccola Scala, Milan
- The Great Gala (1962), mise en scène Franco Zeffirelli, Royal Albert Hall, Londres
- Tosca (1964), mise en scène Franco Zeffirelli, Covent Garden, Londres
- Non si sa come (1966-67), mise en scène Luigi Squarzina, Teatro Stabile, Gênes
- Il furioso all'isola di San Domingo, (1967), mise en scène Gian Carlo Menotti, Festival dei due mondi, Spolète
- Casse-noisette, (1967), chorégraphie Rudolf Noureev, Opéra royal de Stockholm
- Don Pasquale (1968), mise en scène Gian Carlo Menotti, Staatsoper, Hamburg
- L'uomo più importante, (1971), mise en scène Gian Carlo Menotti Teatro Verdi (Trieste)
- La traviata, (1972), mise en scène Gian Carlo Menotti, La Fenice, Venise
- Un ballo in maschera, (1972), mise en scène Franco Zeffirelli, La Scala, Milan
- Eugène Onéguine (1996), mise en scène Gian Carlo Menotti, Festival dei due mondi, Spolète